# Peter Armbruster
Peter Armbruster (* 25. Juli 1931 in Dachau, Bayern; † 26. Juni 2024 in Darmstadt, Hessen) war ein deutscher Physiker am GSI Helmholtzzentrum für Schwerionenforschung in Darmstadt. Ihm wird mit seinem Forschungsteam die Entdeckung der chemischen Elemente 108 Hassium, 109 Meitnerium, 110 Darmstadtium, 111 Roentgenium und 112 Copernicium zugeschrieben.

## Biografie
Er studierte Physik an der Universität Stuttgart und der Technischen Universität München. 1961 erhielt er unter Heinz Maier-Leibnitz an der Technischen Universität München den Doktortitel. Seine Forschungsschwerpunkte waren Kernspaltung, Wechselwirkung von schweren Ionen in Materie und Atomphysik mit Strahlen aus Spaltprodukten am Forschungszentrum Jülich (1965 bis 1970). Von 1971 bis 1996 war er leitender Wissenschaftler bei der Gesellschaft für Schwerionenforschung (GSI) in Darmstadt. Seit 1996 war er an einem Projekt zur Beseitigung von Atommüll durch Spallation und Kernspaltungsreaktionen beteiligt.
Er war ab 1968 Professor an der Universität zu Köln und seit 1984 an der Technischen Universität Darmstadt.
Er erhielt für sein Werk viele Auszeichnungen. Dazu gehören der Max-Born-Preis des Institute of Physics in London und der Deutschen Physikalischen Gesellschaft 1988 und die Stern-Gerlach-Medaille der Deutschen Physikalischen Gesellschaft 1997. Die American Chemical Society ehrte Peter Armbruster ebenfalls 1997 als einen der wenigen Nicht-Amerikaner mit dem Nuclear Chemistry Award. 2000 erhielt er den Lise-Meitner-Preis.
Peter Armbruster starb am 26. Juni 2024 im Alter von 92 Jahren in Darmstadt. Er wurde am Mittwoch, den 10. Juli 2024, auf dem Alten Friedhof (Grabstelle: 3 J / Nr. 60) in Darmstadt bestattet.

## Schriften
- Bau eines Massenseparators für Spaltprodukte und Nachweis einer Anregung innerer Elektronenschalen bei der Abbremsung von Spaltprodukten  T.H. München, F. f. allg. Wiss., PhD thesis, 21. Jan. 1961
- Meine vierzig Jahre mit Rückstoßspektrometern, Physikalische Blätter, Band 53, 1997, S. 661–668. doi:10.1002/phbl.19970530710
- Sein und Werden der schwersten Elemente. „Quantal“ für 267 Nukleonen, Physikalische Blätter, Band 44, 1989, S. 359–366. doi:10.1002/phbl.19880440904
- Experimente mit schweren Ionen am Unilac, Physikalische Blätter, Band 33, 1977, S. 593–611 (Plenarvortrag 41. Physikertagung 1977 Karlsruhe). doi:10.1002/phbl.19770331215
- Betreten auf eigene Gefahr – Reflexionen über meinen Weg als Wissenschaftler, Physikalische Blätter, Band 38, 1982, S. 375–378. doi:10.1002/phbl.19820381210
- Relativistische Schwerionen und Kerntechnik des 21. Jahrhunderts, Physikalische Blätter, Band 55, 1999, S. 33–36. doi:10.1002/phbl.19990550207
- mit H. Ewald, G. Münzenberg Geschwindigkeitsfilter SHIP – ein Instrument zur Erforschung neuer Kerne weitab der Stabilität, Physikalische Blätter, Band 39, 1983, S. 398–400. doi:10.1002/phbl.19830391205